# AEW Awards
AEW Awards también conocidos como AEW Dynamite Awards, es un concepto usado por la promoción de All Elite Wrestling (AEW) donde los premios son semejantes a los premios Slammy de WWE, los premios Óscar y los premios Grammy, son dados a los luchadores profesionales y personajes dentro de la empresa, como comentaristas y mánagers. La edición inaugural tuvo lugar el 27 de enero de 2021. Los fanáticos emitieron sus votos en línea para decidir los ganadores.

## Ediciones

### 2021
La entrega de premios 2021 reconoció los momentos y logros desde octubre de 2019, cuando AEW Dynamite se estrenó por primera vez, durante todo el año calendario de 2020. El espectáculo fue presentado por Tony Schiavone y la corresponsal especial Britt Baker. Shaquille O'Neal, Bert Kreischer, Chael Sonnen, Curtis Granderson, Camille Kostek, Kevin Heffernan, Steve Lemme, Ron Funches, Danielle Fishel y Jensen Karp presentaron los premios virtualmente.
| Categoría:                             | Resultados |
| -------------------------------------- | --- |
| Mejor momento en el micrófono          | - Cody Rhodes acepta un Dog Collar Match. (30 de septiembre) - Discurso de MJF "We Deserve Better" (29 de julio) - Jon Moxley acepta la invitación de The Inner Circle (8 de enero) - Brandi Rhodes se enfrenta a Jade Cargill (11 de noviembre) - Orange Cassidy debate sobre Chris Jericho (5 de agosto) |
| Mayor sorpresa                         | - El debut de Sting en Dynamite: Winter Is Coming (2 de diciembre) - El debut de Matt Hardy (18 de marzo) - Jake Roberts se enfrenta a Cody Rhodes (4 de marzo) - Brodie Lee llega como The Exalted One (18 de marzo) - Miro revelado como el padrino (9 de septiembre) |
| Breakout del año (Masculino)           | - Darby Allin - Orange Cassidy - Eddie Kingston - John Silver |
| Breakout del año (Femenino)            | - Hikaru Shida - Anna Jay - Big Swole - Tay Conti - Penelope Ford |
| Mayor paliza                           | - The Inner Circle salta a Orange Cassidy (10 de junio) - The Dark Order ataca a The Nightmare Family (22 de agosto) - Nyla Rose pone a Riho y Hikaru Shida a través de las mesas (1 de enero) - Brian Cage ataca furtivamente a Jon Moxley (10 de junio) - La pelea de The Nightmare Family y The Inner Circle (23 de octubre de 2019) |
| Mejor High Flyer                       | - Rey Fénix - Marq Quen - Nick Jackson - PAC |
| Momento más difícil de limpiar después | - La pelea del estacionamiento (Best Friends contra Santana & Ortiz) (16 de septiembre) - Orange Cassidy deja caer jugo de naranja en The Inner Circle (15 de julio) - The Bunkhouse Match (Dustin Rhodes & QT Marshall vs. The Butcher & The Blade) (11 de noviembre) - Big Swole arroja basura sobre Britt Baker |
| El momento más grande de WTF           | - Kenny Omega gana el Campeonato Mundial de AEW y sale de AEW (2 de diciembre) - Moonsault de jaula de acero de Cody Rhodes (19 de febrero) - Sammy Guevara golpeado por un carrito de golf (6 de mayo) - La sangrienta Britt Baker vs. Hikaru Shida (8 de abril) - MJF azota a Cody Rhodes (5 de febrero) - The Young Bucks aplicando un frog splash cayendo de la barandilla del estadio (23 de mayo en Double or Nothing) |
| Mejor LOL                              | - The Young Bucks patean a MJF a una piscina (22 de enero) - Chris Jericho y MJF: Le Dinner Debonair (21 de octubre) - Britt Baker depila a Tony Schiavone (14 de octubre) - El viaje de The Inner Circle desde Las Vegas (18 de noviembre) |
| Mejor seguimiento de Twitter           | - Nyla Rose - MJF - Orange Cassidy - Britt Baker |
| Bleacher Report PPV Momento del año    | - Stadium Stampede Match (The Elite vs. The Inner Circle) en Double or Nothing (23 de mayo) - Jon Moxley gana el Campeonato Mundial de AEW en Revolution (29 de febrero) - Hikaru Shida gana el Campeonato Mundial Femenino de AEW en Double or Nothing (23 de mayo) - Kenny Omega y Adam "Hangman" Page derrotan a The Young Bucks en Revolution (29 de febrero) - Darby Allin gana el Campeonato TNT de AEW en Full Gear (7 de noviembre) - The Young Bucks ganan el Campeonato Mundial en Parejas de AEW en Full Gear (7 de noviembre) |

### 2022
La entrega de premios de 2022, que se transmitió en el canal YouTube de AEW el 23 de marzo de 2022, reconoció los momentos y logros de todo el año calendario de 2021. El programa fue presentado por Tony Schiavone, con los coanfitriones Dr. Britt Baker, D.M.D., Scorpio Sky y Ethan Page.
Los ganadores se enumeran primero, resaltados en negrita. Las fechas indicadas son para 2021.
| Categoría:             | Resultados |
| ---------------------- | --- |
| Wrestler of the Year   | - Kenny Omega - Bryan Danielson - Dr. Britt Baker, D.M.D. - Adam Page - Darby Allin - Hikaru Shida - Miro |
| Biggest Surprise       | - Adam Cole and Bryan Danielson debut at All Out - Darby Allin returns as The Invisible Man on Dynamite (October 27) - The formation of The Pinnacle on Dynamite (March 10) - The Young Bucks turn on Jon Moxley on Dynamite (April 7) - Mercedes Martinez returns at New's Year Smash (December 29) |
| Breakout Star – Male   | - Sammy Guevara - Dante Martin - Jungle Boy - Ricky Starks - Hook |
| Breakout Star – Female | - Jade Cargill - Jamie Hayter - Tay Conti - Kris Statlander - Red Velvet |
| Biggest Beatdown       | - Adam Page goes 60 minutes with Bryan Danielson at Winter Is Coming - Men of the Year (Ethan Page and Scorpio Sky) send Darby Allin on a trip at Blood and Guts - Bryan Danielson kicks Colt Cabana's tooth out on Dynamite (November 24) - The Pinnacle takes down The Inner Circle at Blood and Guts - Thunder Rosa takes down Dr. Britt Baker, D.M.D. at AEW St. Patrick's Day Slam |
| High Flyer Award       | - Dante Martin - Penta El Zero Miedo - Rey Fenix - PAC - Riho |
| Best Moment on the Mic | - CM Punk returns at The First Dance (August 20) - Bryan Danielson calls out Kenny Omega on Dynamite (September 15) - Dr. Britt Baker, D.M.D. welcomes fans to Brittsburgh on Dynamite (August 11) - MJF thinks the Midwest is mid on Dynamite (September 8) - Eddie Kingston is sent to punish Miro on Rampage (September 3) |
| Biggest WTF Moment     | - TayJay (Anna Jay and Tay Conti) vs. The Bunny and Penelope Ford in a Street Fight on New's Year Smash (December 31) - Matt Jackson tacked Travis Scott shoe at All Out - MJF's Long Island homecoming on Dynamite (December 8) - Jon Moxley and Eddie Kingston take a drive on Dynamite (April 21) - Adam Page turns down The Dark Order on Dynamite (January 20) |
| Best Twitter Follow    | - Nyla Rose - The Young Bucks - MJF - Dr. Britt Baker, D.M.D. - Orange Cassidy |
| Best Fashion Moment    | - Dr. Britt Baker, D.M.D. Brittsburgh on Dynamite (August 11) - Tay Conti at Full Gear - Hikaru Shida's anniversary dress on Dynamite (May 29) - Chris Jericho as Painmaker at Fight for the Fallen - The Super Elite (Kenny Omega, Matt Jackson, and Nick Jackson) as the Toon Squad at Fight for the Fallen |
| Best Mic Duel          | - CM Punk and MJF on Thanksgiving Eve on Dynamite (November 24) - Dr. Britt Baker D.M.D. and Ruby Soho on Rampage (September 17) - The Inner Circle and The Pinnacle have a parley on Dynamite (April 28) - Adam Page meets Bryan Danielson on Dynamite (November 17) - The Inner Circle (Chris Jericho and Jake Hager) call out Dan Lambert on Dynamite (September 15) |
| Best Tag Team Brawl    | - The Young Bucks (Matt Jackson and Nick Jackson) vs Lucha Brothers (Penta El Zero Miedo and Rey Fenix) in a Steel Cage match at All Out - Suzuki-gun (Lance Archer and Minoru Suzuki) vs. Jon Moxley and Eddie Kingston at Grand Slam Part 2 (September 24) - Sting and Darby Allin vs. 2.0 (Jeff Parker and Matt Lee) on Dynamite (August 18) - Lucha Brothers (Penta El Zero Miedo and Rey Fenix vs. Jurassic Express (Jungle Boy and Luchasaurus) in Tag Team Eliminator Final on Rampage (August 25) - TayJay (Anna Jay and Tay Conti) vs. The Bunny and Penelope Ford in a Street Fight on New's Year Smash (December 31) |